# Comuna Săsciori, Alba
Săsciori (în maghiară: Szászcsór, în germană: Scweis) este o comună în județul Alba, Transilvania, România, formată din satele Căpâlna, Dumbrava, Laz, Loman, Pleși, Răchita, Săsciori (reședința), Sebeșel și Tonea.

## Demografie
Componența etnică a comunei Săsciori
     Români (84,4%)
     Alte etnii (0,15%)
     Necunoscută (15,45%)
Componența confesională a comunei Săsciori
     Ortodocși (78,32%)
     Penticostali (3,83%)
     Alte religii (2,03%)
     Necunoscută (15,82%)
Conform recensământului efectuat în 2021, populația comunei Săsciori se ridică la 5.820 de locuitori, în creștere față de recensământul anterior din 2011, când fuseseră înregistrați 5.757 de locuitori. Majoritatea locuitorilor sunt români (84,4%), iar pentru 15,45% nu se cunoaște apartenența etnică. Din punct de vedere confesional, majoritatea locuitorilor sunt ortodocși (78,32%), cu o minoritate de penticostali (3,83%), iar pentru 15,82% nu se cunoaște apartenența confesională.

## Politică și administrație
Comuna Săsciori este administrată de un primar și un consiliu local compus din 15 consilieri. Primarul, Nicolae Florin Morar[*], de la Partidul Național Liberal, este în funcție din 2004. Începând cu alegerile locale din 2024, consiliul local are următoarea componență pe partide politice:
|  | Partid                          | Consilieri | Componența Consiliului | Componența Consiliului | Componența Consiliului | Componența Consiliului | Componența Consiliului | Componența Consiliului | Componența Consiliului | Componența Consiliului | Componența Consiliului |
|  | ------------------------------- | ---------- | ---------------------- | ---------------------- | ---------------------- | ---------------------- | ---------------------- | ---------------------- | ---------------------- | ---------------------- | ---------------------- |
|  | Partidul Național Liberal       | 9          |                        |                        |                        |                        |                        |                        |                        |                        |                        |
|  | Partidul Social Democrat        | 5          |                        |                        |                        |                        |                        |                        |                        |                        |                        |
|  | Alianța pentru Unirea Românilor | 1          |                        |                        |                        |                        |                        |                        |                        |                        |                        |

## Atracții turistice
- Cetatea dacică "Căpâlana" (sec. II î.C. - 106 d.C.), inclusă pe lista patrimoniului cultural mondial UNESCO, satul Căpâlna
- Monumentul Eroilor din satul Sebeșel
- Rezervația naturală "Oul Arșiței" (0,2 ha), satul Tonea